# Sixième circonscription de la Somme
La sixième circonscription de la Somme est l'une des six circonscriptions législatives françaises que comptait de 1988 à 2012, le département de la Somme (80) situé en région Picardie. 

## Description géographique et démographique

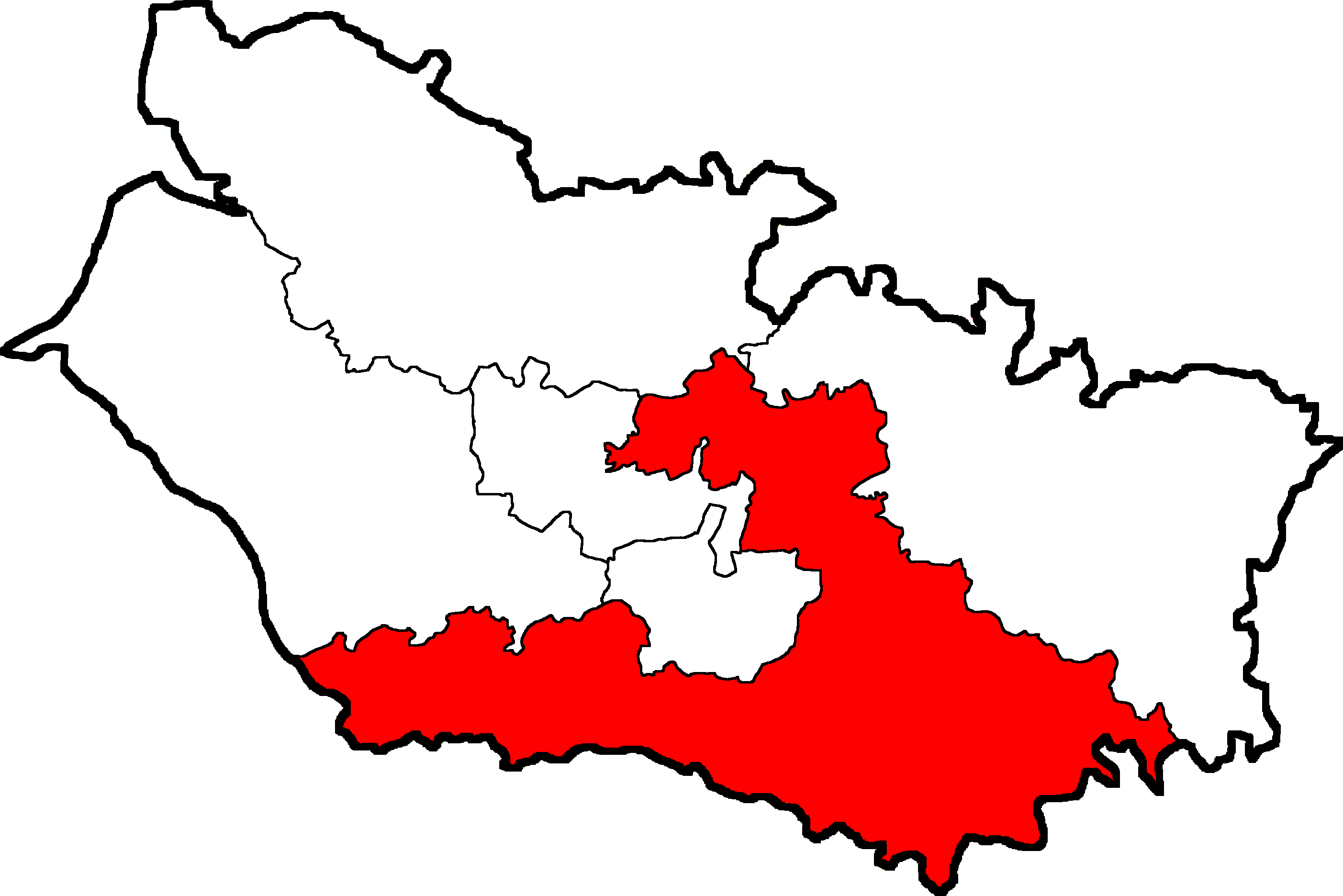
Circonscription de 1988 à 2012.

Pour l'élection législative de 1988, La sixième circonscription de la Somme est délimitée par le découpage électoral de la loi n°86-1197 du 24 novembre 1986
, elle regroupe les divisions administratives suivantes : 
- Canton d'Ailly-sur-Noye
- Canton de Conty
- Canton de Corbie
- Canton de Montdidier
- Canton de Moreuil
- Canton de Poix-de-Picardie
- Canton de Rosières-en-Santerre
- Canton de Roye
- Canton de Villers-Bocage

D'après le recensement général de la population en 1999, réalisé par l'Institut national de la statistique et des études économiques (INSEE), la population totale de cette circonscription est estimée à 100443 habitants,.
À la suite du redécoupage des circonscriptions législatives françaises effectués en 2010, la circonscription est supprimée ainsi le département perd 1 député pour la prochaine élection législative de 2012

## Historique des députations
| Législature | Début de mandat | Fin de mandat  | Député         | Parti politique | Observations                                                                          |
| ----------- | --------------- | -------------- | -------------- | --------------- | ------------------------------------------------------------------------------------- |
| IXe         | 23 juin 1988    | 1er avril 1993 | Jacques Fleury | PS              |                                                                                       |
| Xe          | 2 avril 1993    | 21 avril 1997  | Alain Gest     | UDF-PR          | Mandat écourté à la suite d'une dissolution parlementaire décidée par Jacques Chirac. |
| XIe         | 12 juin 1997    | 18 juin 2002   | Jacques Fleury | PS              |                                                                                       |
| XIIe        | 19 juin 2002    | 19 juin 2007   | Alain Gest     | UMP             |                                                                                       |
| XIIIe       | 20 juin 2007    | 19 juin 2012   | Alain Gest     | UMP             |                                                                                       |

## Historique des élections

### Élections de 1988
| Candidat       | Candidat                     | Parti           | Premier tour | Premier tour | Second tour | Second tour |  |
| Candidat       | Candidat                     | Parti           | Voix         | %            | Voix        | %           |  |
| -------------- | ---------------------------- | --------------- | ------------ | ------------ | ----------- | ----------- |  |
|                | Jacques Fleury sortant réélu | PS              | 22 123       | 45,35        | 29 612      | 56,84       |  |
|                | Pierre Claisse sortant       | UDF (CDS) (URC) | 16 902       | 34,65        | 22 485      | 43,16       |  |
|                | Jean-Jacques Baron           | PCF             | 5 323        | 10,91        |             |             |  |
|                | Paul Courtin                 | FN              | 4 433        | 9,09         |             |             |  |
|                |                              |                 |              |              |             |             |  |
| Inscrits       | Inscrits                     | Inscrits        | 68 221       | 100,00       | 68 210      | 100,00      |  |
| Abstentions    | Abstentions                  | Abstentions     | 18 465       | 27,07        | 14 741      | 21,61       |  |
| Votants        | Votants                      | Votants         | 49 756       | 72,93        | 53 469      | 78,39       |  |
| Blancs et nuls | Blancs et nuls               | Blancs et nuls  | 975          | 1,96         | 1 372       | 2,57        |  |
| Exprimés       | Exprimés                     | Exprimés        | 48 781       | 98,04        | 52 097      | 97,43       |  |

Le suppléant de Jacques Fleury était Christian Manable, professeur d'histoire, Rainneville.

### Élections de 1993
| Candidat       | Candidat               | Parti          | Premier tour | Premier tour | Second tour | Second tour |  |
| Candidat       | Candidat               | Parti          | Voix         | %            | Voix        | %           |  |
| -------------- | ---------------------- | -------------- | ------------ | ------------ | ----------- | ----------- |  |
|                | Joël Hart élu          | RPR (UPF)      | 15 934       | 32,74        | 28 993      | 60,27       |  |
|                | Jacques Becq sortant   | PS (ADFP)      | 8 937        | 18,36        | 19 110      | 39,73       |  |
|                | Régis Lécuyer          | Divers droite  | 8 739        | 17,96        | Retrait     | Retrait     |  |
|                | Chantal Leblanc        | PCF            | 5 968        | 12,26        |             |             |  |
|                | Serge Bierry           | FN             | 4 970        | 10,21        |             |             |  |
|                | Jean-Pierre Guilloteau | LT-LNÉ         | 2 006        | 4,12         |             |             |  |
|                | Claude Fera            | GÉ (EÉ)        | 1 810        | 3,72         |             |             |  |
|                | Jean Kaczmarek         | MDD            | 307          | 0,63         |             |             |  |
|                |                        |                |              |              |             |             |  |
| Inscrits       | Inscrits               | Inscrits       | 69 261       | 100,00       | 69 245      | 100,00      |  |
| Abstentions    | Abstentions            | Abstentions    | 17 208       | 24,85        | 17 028      | 24,59       |  |
| Votants        | Votants                | Votants        | 52 053       | 75,15        | 52 217      | 75,41       |  |
| Blancs et nuls | Blancs et nuls         | Blancs et nuls | 3 382        | 6,5          | 4 114       | 7,88        |  |
| Exprimés       | Exprimés               | Exprimés       | 48 671       | 93,5         | 48 103      | 92,12       |  |

Le suppléant de Joël Hart était Paul-Henri Huré, notaire à Abbeville.

### Élections de 1997
| Candidat       | Candidat           | Parti                   | Premier tour | Premier tour | Second tour | Second tour |  |
| Candidat       | Candidat           | Parti                   | Voix         | %            | Voix        | %           |  |
| -------------- | ------------------ | ----------------------- | ------------ | ------------ | ----------- | ----------- |  |
|                | Alain Gest sortant | UDF (PR)                | 17 286       | 33,34        | 25 474      | 46,41       |  |
|                | Jacques Fleury élu | PS                      | 17 175       | 33,13        | 29 415      | 53,59       |  |
|                | Fabrice Lengelé    | FN                      | 7 418        | 14,31        |             |             |  |
|                | Claude Lemoine     | PCF                     | 4 064        | 7,84         |             |             |  |
|                | Monique Tesseye    | Extrême gauche (LO)     | 1 767        | 3,41         |             |             |  |
|                | François Grenier   | LDI (CNIP)              | 1 238        | 2,39         |             |             |  |
|                | Georges Degouy     | Les Verts               | 1 038        | 2,00         |             |             |  |
|                | Johanna Bougon     | Divers écologiste (GÉ)  | 1 011        | 1,95         |             |             |  |
|                | Stéphane Miannay   | Divers écologiste (MÉI) | 843          | 1,63         |             |             |  |
|                |                    |                         |              |              |             |             |  |
| Inscrits       | Inscrits           | Inscrits                | 71 253       | 100,00       | 71 202      | 100,00      |  |
| Abstentions    | Abstentions        | Abstentions             | 17 136       | 24,05        | 13 832      | 19,43       |  |
| Votants        | Votants            | Votants                 | 54 117       | 75,95        | 57 370      | 80,57       |  |
| Blancs et nuls | Blancs et nuls     | Blancs et nuls          | 2 277        | 4,21         | 2 481       | 4,32        |  |
| Exprimés       | Exprimés           | Exprimés                | 51 840       | 95,79        | 54 889      | 95,68       |  |

Le suppléant de Jacques Fleury était Christian Manable, de Rainneville, conseiller général du canton de Villers-Bocage, professeur.

### Élections de 2002
| Candidat       | Candidat               | Parti            | Premier tour | Premier tour | Second tour | Second tour |  |
| Candidat       | Candidat               | Parti            | Voix         | %            | Voix        | %           |  |
| -------------- | ---------------------- | ---------------- | ------------ | ------------ | ----------- | ----------- |  |
|                | Alain Gest élu         | UMP              | 19 484       | 38,71        | 25 006      | 52,25       |  |
|                | Jacques Fleury sortant | PS               | 16 084       | 31,96        | 22 856      | 47,75       |  |
|                | Patrice Dalrue         | FN               | 6 679        | 13,27        |             |             |  |
|                | Josiane Lisek          | CPNT             | 2 577        | 5,12         |             |             |  |
|                | Pascal Dacheux         | Les Verts        | 1 189        | 2,36         |             |             |  |
|                | Patrice Caron          | PCF              | 1 174        | 2,33         |             |             |  |
|                | Elisabeth Aumasson     | Extrême droite   | 985          | 1,96         |             |             |  |
|                | Mickaël Evrard         | LCR              | 704          | 1,4          |             |             |  |
|                | Yves Puig              | LO               | 662          | 1,32         |             |             |  |
|                | Martine Daoust         | Pôle républicain | 441          | 0,88         |             |             |  |
|                | Sylvain Marcel         | MNR              | 353          | 0,7          |             |             |  |
|                |                        |                  |              |              |             |             |  |
| Inscrits       | Inscrits               | Inscrits         | 75 896       | 100,00       | 75 882      | 100,00      |  |
| Abstentions    | Abstentions            | Abstentions      | 24 264       | 31,97        | 25 670      | 33,83       |  |
| Votants        | Votants                | Votants          | 51 632       | 68,03        | 50 212      | 66,17       |  |
| Blancs et nuls | Blancs et nuls         | Blancs et nuls   | 1 300        | 2,52         | 2 350       | 4,68        |  |
| Exprimés       | Exprimés               | Exprimés         | 50 332       | 97,48        | 47 862      | 95,32       |  |

Le suppléant d'Alain Gest était Pierre Boulanger, Non-inscrit, médecin, conseiller général du canton de Moreuil, maire de Moreuil.

### Élections de 2007
| Candidat       | Candidat                        | Parti          | Premier tour | Premier tour | Second tour | Second tour |  |
| Candidat       | Candidat                        | Parti          | Voix         | %            | Voix        | %           |  |
| -------------- | ------------------------------- | -------------- | ------------ | ------------ | ----------- | ----------- |  |
|                | Alain Gest sortant réélu        | UMP            | 21 573       | 43,07        | 25 136      | 50,65       |  |
|                | Jacques Fleury                  | PS             | 16 003       | 31,95        | 24 492      | 49,35       |  |
|                | Patrice Dalrue                  | FN             | 3 192        | 6,35         |             |             |  |
|                | France Mathieu                  | UDF–MoDem      | 2 487        | 4,96         |             |             |  |
|                | Pascal Dacheux                  | Les Verts      | 1 189        | 2,96         |             |             |  |
|                | Monique Lenne                   | CPNT           | 1 174        | 2,83         |             |             |  |
|                | Frédéric Lemoine                | diss. PCF      | 1 243        | 2,48         |             |             |  |
|                | Jean-Christophe Iriarte Arriola | LCR            | 985          | 1,97         |             |             |  |
|                | Yves Puig                       | LO             | 536          | 1,07         |             |             |  |
|                | Martine Daoust                  | MPF            | 445          | 0,89         |             |             |  |
|                | Eliane Géneau de Lamarlière     | Divers         | 276          | 0,55         |             |             |  |
|                | Jacqueline Bouvet               | MNR            | 252          | 0,5          |             |             |  |
|                | Éric Lavoisier                  | PCF            | 168          | 0,34         |             |             |  |
|                | Pierre Rullier                  | Divers droite  | 40           | 0,08         |             |             |  |
|                |                                 |                |              |              |             |             |  |
| Inscrits       | Inscrits                        | Inscrits       | 78 879       | 100,00       | 78 871      | 100,00      |  |
| Abstentions    | Abstentions                     | Abstentions    | 27 738       | 35,17        | 27 328      | 34,65       |  |
| Votants        | Votants                         | Votants        | 51 141       | 64,83        | 51 543      | 65,35       |  |
| Blancs et nuls | Blancs et nuls                  | Blancs et nuls | 1 048        | 2,05         | 1 915       | 3,72        |  |
| Exprimés       | Exprimés                        | Exprimés       | 50 093       | 97,95        | 49 628      | 96,28       |  |

#### Département de la Somme
- La fiche de l'INSEE de cette circonscription : « Tableaux et Analyses de la sixième circonscription de la Somme », sur insee.fr, site de l'Institut national de la statistique et des études économiques (consulté le 10 juin 2007) [PDF]

- « Tous les députés du département de la Somme depuis 1789 », sur assemblee-nationale.fr, site de l'Assemblée nationale française (consulté le 10 juin 2007)

- « Informations contentieuses sur le département de la Somme (Élections législatives de 2002) »(Archive.org • Wikiwix • Archive.is • Google • Que faire ?), sur conseil-constitutionnel.fr, site du Conseil constitutionnel (consulté le 13 juin 2007)

#### Circonscriptions en France
- « Carte des circonscriptions législatives en France », sur assemblee-nationale.fr, site de l'Assemblée nationale française (consulté le 10 juin 2007)

- « Résultats électoraux officiels en France »(Archive.org • Wikiwix • Archive.is • Google • Que faire ?), sur interieur.gouv.fr, site du ministère de l'Intérieur (France) (consulté le 13 juin 2007)

- Description et Atlas des circonscriptions électorales de France sur http://www.atlaspol.com, Atlaspol, site de cartographie géopolitique, consulté le 13 juin 2007.